# Церковь Святого Доминика (Лиссабон)
Церковь Святых Иусты и Руфины (монастырь Святого Доминика) порт. Santa Justa e Rufina (São Domingos) — католический храм в Лиссабоне. До 1755 года монастырь ордена Доминиканцев. Храм расположен в городе Лиссабоне в районе Байша, на площади Дона Педро IV и улице Баррос Кейруш.

## История

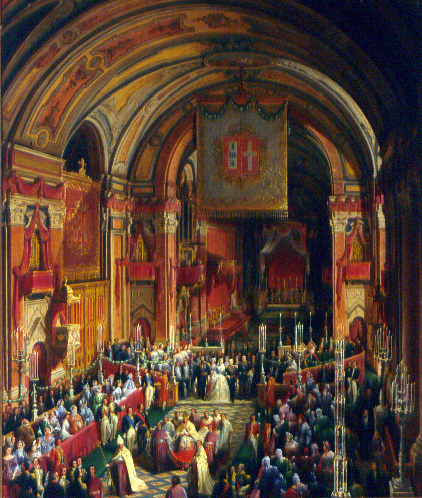
Свадьба короля Португалии Луиша I и Марии Савойской в Церкви Святого Доминика в 1862 году

Храм был заложен в 1241 году и освящён в 1251, был, в своё время, самой большой церковью в Лиссабоне. В этой церкви крестили португальских монархов, проводили королевские венчания и похороны. В апреле 1506 года здесь началась Лиссабонская резня, которая охватила практически весь город, жертвами стали несколько тысяч человек. Землетрясение 1531 года сильно повредило храм: частично обрушились стены, появились трещины от пола до потолка. До землетрясения 1755 года, здесь находился монастырь São Domingo, в котором зачитывала свои приговоры инквизиция.
Во время землетрясения 1755 года церковь была сильно повреждена, сохранились только ризница и алтарь. Реконструкцию поручили архитектору Карлосу Марделю. Жуан Фредерик Людовиче, известный как автор проекта самого большого королевского дворца Португалии - Дворец Мафра, воссоздал фасад и пресвитерий. Портал и балкон над порталом были привезены из королевской часовни дворца Рибейра. Церковь стала примером архитектуры барокко и моделью для возведения и реставрации церквей своего времени в Португалии.
13 августа 1959 года пожар уничтожил внутреннее убранство, позолоченные алтари, и картины Pedro Alexandrino de Carvalho. Церковь была открыта после реконструкции в 1994 году. В связи со сложностью работ, внутренне убранство восстановлено частично.
За алтарём находится гробница D. Afonso de Portugal сына короля Португалии Афонсу III. Также в храме захоронены: Луис де Гранада - доминиканский проповедник, реформатор ордена доминиканцев Луис Васконселос и полководец Жуан ди Каштру.

## Современность
Здание признано национальным памятником Португалии и является популярной достопримечательностью. В память Лиссабонской резни? в 2006 году на углу площади Росиу был открыт мемориал и посажено оливковое дерево, привезённое со Святой Земли. Рядом с мемориалом на стене написано на 34 языках: «Лиссабон — город толерантности». Площадь возле храма традиционное место встречи мигрантов, в основном из Африки.
В январе 2018 года ряд российских СМИ ошибочно посчитали, что храм арендован Корсунской епархией РПЦ МП. Однако, в источниках на которые они ссылались говорится о храме в районе Лапа. Арендованное помещение, ранее было храмом со схожим названием São Domingo, но давно использовалось как католический спортивный клуб. Находится по адресу: Lisboa, Rua de S. Domingos 41.